# Учесници у Првом светском рату
Ово је списак земаља које су учествовале у Првом светском рату, по абецедном реду.

## Савезници у Првом светском рату
- Андора
- Прва Република Јерменија
- Белгија
- Бразил
- Британска империја
  - Аустралија
  - Канада
  - Британска Индија
  - Њуфаундленд
  - Нови Зеланд
  - Јужна Африка
  - Уједињено Краљевство Велике Британије и Ирске
- Кина (Тајван)
- Костарика
- Чехословачке легије
- Куба
- Француска
- Краљевина Грчка
- Хиђаз
- Гватемала
- Хаити
- Хондурас
- Краљевина Италија
- Јапан
- Либерија
- Луксембург
- Краљевина Црна Гора
- Никарагва
- Панама
- Португалија
- Краљевина Румунија
- Руска Империја
- Сан Марино
- Краљевина Србија
- Сијам (данас Тајланд)
- Сједињене Америчке Државе

## Централне силе
- Аустроугарска
- Краљевина Бугарска
- Немачко царство
- Османско царство

## Неутралне државе
- Авганистан
- Албанија (делимично окупирана)
- Аргентина
- Белгија
- Боливија
- Чиле
- Колумбија
- Данска
- Доминиканска Република
- Салвадор
- Етиопија
- Холандија
- Норвешка
- Парагвај
- Персија
- Перу
- Шпанија
- Шведска
- Швајцарска
- Уругвај
- Венецуела

## Објаве рата
Хронологија објава рата  између зараћених страна.
| Датум              | Објављује                      | Против                                |
| 1914: 28. јул      | Аустроугарска                  | Србија                                |
| 1914: 1. август    | Немачка                        | Русија                                |
| 1914: 3. август    | Немачка                        | Француска                             |
| 1914: 4. август    | Уједињено Краљевство           | Немачка                               |
| 1914: 4. август    | Немачка                        | Белгија                               |
| 1914: 5. август    | Црна Гора                      | Аустроугарска                         |
| 1914: 6. август    | Аустроугарска                  | Русија                                |
| 1914: 6. август    | Србија                         | Немачка                               |
| 1914: 9. август    | Црна Гора                      | Немачка                               |
| 1914: 11. август   | Француска                      | Аустроугарска                         |
| 1914: 12. август   | Уједињено Краљевство           | Аустроугарска                         |
| 1914: 22. август   | Аустроугарска                  | Белгија                               |
| 1914: 23. август   | Јапан                          | Немачка                               |
| 1914: 25. август   | Јапан                          | Аустроугарска                         |
| 1914: 1. новембар  | Русија                         | Турска                                |
| 1914: 2. новембар  | Србија                         | Турска                                |
| 1914: 3. новембар  | Црна Гора                      | Турска                                |
| 1914: 5. новембар  | Уједињено Краљевство Француска | Турска                                |
| 1915: 23. мај      | Италија                        | Аустроугарска                         |
| 1915: 3. јун       | Сан Марино                     | Аустроугарска                         |
| 1915: 21. август   | Италија                        | Турска                                |
| 1915: 14. октобар  | Бугарска                       | Србија                                |
| 1915: 15. октобар  | Уједињено Краљевство Црна Гора | Бугарска                              |
| 1915: 16. октобар  | Француска                      | Бугарска                              |
| 1915: 19. октобар  | Италија Русија                 | Бугарска                              |
| 1916: 9. март      | Немачка                        | Португал                              |
| 1916: 15. март     | Аустроугарска                  | Португал                              |
| 1916: 27. август   | Румунија                       | Аустроугарска                         |
| 1916: 27. август   | Италија                        | Немачка                               |
| 1916: 28. август   | Немачка                        | Румунија                              |
| 1916: 30. август   | Турска                         | Румунија                              |
| 1916: 1. новембар  | Бугарска                       | Румунија                              |
| 1917: 6. април     | САД                            | Немачка                               |
| 1917: 7. април     | Куба                           | Немачка                               |
| 1917: 10. април    | Бугарска                       | САД                                   |
| 1917: 13. април    | Боливија                       | Немачка                               |
| 1917: 20. април    | Турска                         | САД                                   |
| 1917: 2. јул       | Грчка                          | Немачка Аустроугарска Турска Бугарска |
| 1917: 22. јул      | Тајланд                        | Немачка Аустроугарска                 |
| 1917: 4. август    | Либерија                       | Немачка                               |
| 1917: 14. август   | Кина                           | Немачка Аустроугарска                 |
| 1917: 6. октобар   | Перу                           | Немачка                               |
| 1917: 7. октобар   | Уругвај                        | Немачка                               |
| 1917: 26. октобар  | Бразил                         | Немачка                               |
| 1917: 7. децембар  | САД                            | Аустроугарска                         |
| 1917: 7. децембар  | Еквадор                        | Немачка                               |
| 1917: 10. децембар | Панама                         | Аустроугарска                         |
| 1917: 16. децембар | Куба                           | Аустроугарска                         |
| 1918: 23. април    | Гватемала                      | Немачка                               |
| 1918: 8. мај       | Никарагва                      | Немачка Аустроугарска                 |
| 1918: 23. мај      | Костарика                      | Немачка                               |
| 1918: 12. јул      | Хаити                          | Немачка                               |
| 1918: 19. јул      | Хондурас                       | Немачка                               |